# Christmas Tree (dal)
A Christmas Tree Lady Gaga amerikai énekesnő promóciós célból kiadott kislemeze, melyben közreműködött a francia DJ és producer Space Cowboy is. A dal az elektropop műfajába sorolható, és karácsonyi témával rendelkezik. Szövegét Lady Gaga és Rob Fusari szerezték. 2008. december 16-án jelent meg a dal az Interscope Records kiadónál, producerei Martin Kierszenbaum és Space Cowboy voltak.
2009 decemberében a Christmas Tree ingyenesen letölthetővé vált az Amazon.com-on a "25 Days of Free" akció keretén belül. A dal ezen kívül számos válogatásalbumra is rákerült. A Kanadai Hot 100 kislemezlistán 2009 januárjában a 79. helyen szerepelt a sok digitális letöltés eredményeként. A kritikusok véleményei megoszlottak a számmal kapcsolatban, főleg a szexuális utalásokkal teli szövege miatt bírálták.

## Háttér
A Christmas Tree egy karácsonyi témájú dal, melyben Space Cowboy is közreműködött. A dalszöveget Lady Gaga és Rob Fusari szerezték, a szám producerei pedig Martin Kierszenbaum és Space Cowboy voltak. Martin Kierszenbaum 2007-ben Los Angelesbe hívta Gagát és Space Cowboy-t. Kierszenbaum miután meghallgatta Space Cowboy Nadia Oh-val közösen elkészített 2007 januárjában megjelentetett My Egyptian Lover című kislemezét, felajánlotta hogy készítsenek egy közös dalt. Ezt követően el is készítették a Christmas Tree-t illetve a Starstruck dalokat, utóbbi fel is került Lady Gaga debütáló albumának, a The Fame-nek egyes változataira. Space Cowboy így beszélt a Lady Gaga-val közös munkáról:
|  | „Rájöttünk, hogy eléggé hasonlóak a tapasztalataink, hasonló zenét csináltunk. Aztán meghívást kaptam a stúdióba, hogy készítsek néhány dalt Lady Gagával; elkészítettük a Starstruck és a Christmas Tree számokat. Gaga egy szuperkreatív és csodálatos egyéniség – ő a legjobb szerző és előadó, akit valaha láttam.” |
|  | – Részlet Space Cowboy az URB magazinnal készített interjújából. |

## Kompozíció
- Deck the HallsA Deck the Halls hegedűn, brácsán és csellón előadva - ennek a karácsonyi számnak dallamára épül Lady Gaga Christmas Tree-je.

Nem tudod lejátszani a fájlt?
A Christmas Tree a Deck the Halls című tradicionális karácsonyi dalra épül - az alap dallam ugyanaz, a szöveg azonban itt szexuális tartalmú. A dal a dance-pop és elektropop műfajokba sorolható, szinti elemeket és kemény ütemeket tartalmaz. A dalban számos szexuális jellegű utalás és metafora fedezhető fel. A „Cherry Cherry Boom Boom” sor Kierszenbaum becenevéből származik. A YouTube-on található GagaVision elnevezésű sorozat 25. epizódjában Lady Gaga az alábbiakkal jellemezte a dalt: „A Christmas Tree az év legörömtelibb ünnepének érzéséről szól, és megmondom neked miért: azért, mert a karácsony az az ünnep, amikor a pasik és a csajok legjobban be vannak gerjedve.”

## Megjelenés
A Christmas Tree 2008. december 16-án jelent meg digitális letöltés formájában az Interscope Records kiadónál, miközben a Just Dance épp a slágerlistákat ostromolta. A dal nem került rá a The Fame album egyetlen változatára sem. Egy évvel később, 2009 decemberében, azok közé a dalok közé tartozott, melyek az Amazon.com-on ingyenesen letölthetővé váltak a "25 Days of Free" akció keretén belül. December első 25 napján karácsonyig ekkor számos karácsonyi témájú dalt ingyenesen letölthetővé tettek az oldalon. A Christmas Tree-t december 6-ától lehetett letölteni. A szám több 2009. karácsonyára készült válogatásalbumra is felkerült: a Kanadában megjelent NOW! Christmas 4-re, mely a Now That's What I Call Music sorozat tagja; a Tajvanon megjelent Christmas 101 albumra; és a minden évben megjelenő It's Christmas Time válogatásalbumra.

## Fogadtatás
A Christmas Tree-vel kapcsolatban erősen megoszlottak a kritikusok véleményei. Alex Rawls az OffBeat Magazine-tól pozitívan értékelte a dalt, de hozzátette, hogy nem annyira jó mint a már ekkor megjelent öt kislemez. A PlanetOut-ban olvasható ismertetőben egy kellemes és csintalan dalként írnak róla. A Fast Forward Weekly kritikusa, Jason Lewis bájosan tréfásnak nevezi, és véleménye szerint a legjobb a Now! válogatásalbumáról.
Molly Gamble a Marquette Tribune diákújságtól azonban negatív véleménnyel volt a dalról, bírálta a szexualitásra utaló gyengén leplezett metaforái miatt, és egyszerűen szégyenteljesnek nevezte. Hozzátette, hogy a Christmas Tree nem egy olyan dal, amelyet meghallgathat a család a karácsonyi ünneplés közben. Katie Hasty és Melinda Newman a HitFix-től még rosszabb véleménnyel voltak a dalról. Véleményük szerint elképesztően ostoba és szörnyű, sőt véleményük szerint a világ valaha volt legrosszabb karácsonyi dala.
Cassaundra Baber az Observer-Dispatch napilaptól szintén negatívan írt a dalról, a szexuális utalások miatt bírálta, és véleménye szerint nem való a gyerekeknek.
Az Eye Weekly kritikusa Chris Bilton a Now! Christmas 4 albumról szóló írásában "pornótasztikusnak" nevezi, s mindezen megállapítására a "My Christmas tree is delicious" (»A karácsonyfám ízletes«) sorral hivatkozik. Charlottetown Guardian írásában a Christmas Tree-t egy borzalmas ajándéknak nevezik. Darryl Sterdan a Sudbury Star-tól viszont úgy gondolta, hogy a Christmas Tree az egyetlen ok amiért érdemes megvenni a Now! Christmas 4 válogatásalbumot és arra ösztönzött, hogy szerezze be mindenki.

## Slágerlistás helyezések
A sok digitális letöltés következtében a Christmas Tree a 79. helyen debütált a Kanadai Hot 100 kislemezlistán 2009 januárjában, az év első hetén. A következő héten azonban már kiesett a listáról.

## Megjelenési forma és számlista
- Észak-Amerikai iTunes digitális letöltés[27]

1. Christmas Tree (közreműködik Space Cowboy) – 2:22

## Fordítás
- Ez a szócikk részben vagy egészben  a   Christmas Tree (Lady Gaga song) című angol Wikipédia-szócikk fordításán alapul.  Az eredeti cikk szerkesztőit annak laptörténete sorolja fel. Ez a jelzés csupán a megfogalmazás eredetét és a szerzői jogokat jelzi, nem szolgál a cikkben szereplő információk forrásmegjelöléseként.